# Syringolaimus brevicaudatus
Syringolaimus brevicaudatus is een rondwormensoort uit de familie van de Ironidae. De wetenschappelijke naam van de soort is voor het eerst geldig gepubliceerd in 1922 door Micoletzky.